# Adetus pulchellus
Adetus pulchellus là một loài bọ cánh cứng trong họ Cerambycidae.